# Lars Dueholm
Lars Berg Dueholm (født 1977) er en dansk advokat og politiker, der ind til august 2016 var medlem af Københavns Borgerrepræsentation for Venstre. Han var medlem af Økonomiudvalget samt af Teknik- og Miljøudvalget.

## Erhvervserfaring
Lars Berg Dueholm er uddannet cand.jur. fra Københavns Universitet og uddannet advokat hos Kammeradvokaten. Han arbejder i dag som advokat og partner hos Njord Advokatfirma med speciale i insolvensret.

## Medlemskab af Venstre og i 5 år af Liberal Alliance
Han blev oprindeligt valgt for Venstre, men meldte sig ud af partiet 7. december 2010 for i stedet at melde sig ind i Liberal Alliance. Som medlem af Venstres gruppe i Københavns Borgerrepræsentation var han bl.a. gruppeformand.
Lars Berg Dueholm var i sin tid som medlem af Venstre bl.a. kendt for at ville opstille vindmøller i selve Københavns Kommune, for at rejse skarp kritik af Ritt Bjerregaards projekt om billige boliger og for kritik af Frank Jensens ansættelse af partikammerater i ledende stillinger i Københavns Kommune.
Yderligere gjorde Lars Berg Dueholm i sin venstre-tid sig bemærket ved at gå ind for fri hash og etableringen af coffeeshops i København. Den borgerlige netavis 180 Grader bragte i den anledning en tegneserie om Lars Dueholm.
Lars Berg Dueholm meldte sig den 6. november 2015 ud af Liberal Alliance under henvisning til partiets manglende internationale udsyn og fortsatte rolle som protestparti. Få uger forinden havde han offentliggjort, han i foråret 2016 ville udtræde af Borgerrepræsentationen pga. flytning til Gentofte Kommune. Lars Berg Dueholm meldte sig tilbage ind i Venstre.
I sommeren 2016 forlod Lars Berg Dueholm Københavns Borgerrepræsentation, da han med sin familie flyttede ud af Københavns Kommune.

## Liberal Alliances deltagelse i budgetforlig
Som politisk leder for Liberal Alliance på Københavns Rådhus markerede Lars Berg Dueholm partiet ved at deltage i budgetforligene for Københavns Kommune for budgetårene 2012, 2013 og 2016. I budgetforligene for 2012 og 2013 lagde Liberal Alliance særlig vægt på afskaffelsen af en række erhvervsafgifter, bl.a. på udeservering. I budgetforliget for 2016 lagde Liberal Alliance bl.a. særlig vægt på reduceringer af byggesagsgebyrerne, affaldtaksterne samt gratis parkering om lørdag i visse dele af Indre By i København.

## Uro i Liberal Alliances gruppe i København
Lars Berg Dueholm stemte som led i budgetforliget for 2013 blandt andet for at opføre en skulptur til DKK 1.250.000 i Ørestad, hvor han selv boede, og hvor hans kone var formand for grundejerforeningen.
Dette affødte kritik i pressen fra Lars Dueholms daværende partikollega Lilian Parker Kaule, som efter eget udsagn efterfølgende blev udelukket fra gruppemøderne i Liberal Alliance, da hun ikke ville stemme for de indgåede budgetforlig, og den 23. august 2015 meldte hun sig ud af partiet for at blive løsgænger i Borgerrepræsentationen.
Lars Dueholm imødegik i en artikel i Ørestad Avis efterfølgende beskyldningerne. Blandt andet havde Lars Dueholm i forbindelse med sagens behandling i Økonomiudvalget skriftligt fået at vide af kommunens embedsmænd, han ikke var inhabil i sagens behandling.